# Фонтанафредда
Фонтанафредда (итал. Fontanafredda) — коммуна в Италии, располагается в регионе Фриули-Венеция-Джулия, в провинции Порденоне.
Население составляет 11 059 человек (2008 г.), плотность населения составляет 239 чел./км². Занимает площадь 46 км². Почтовый индекс — 33074. Телефонный код — 0434.
Покровителем коммуны почитается святой Георгий Победоносец, празднование 23 апреля.

## Демография
Динамика населения:

## Администрация коммуны
- Официальный сайт: http://www.comune.fontanafredda.pn.it/